# Эскадренные миноносцы типа «Пара»
Эскадренные миноносцы типа «Para» — тип эскадренных миноносцев ВМС Бразилии. Аналогичны британским ЭМ типа «Ривер», отличались усиленным вооружением, обладали отличной маневренностью и той же скоростью, что и новые бразильские крейсера типа «Баия».

## Представители проекта
| Эсминец               | Заложен | Спущен на воду | Начало службы | Конец службы     |
| --------------------- | ------- | -------------- | ------------- | ---------------- |
| «Amazonas»            | 1908    | 21.11.1908     | 1909          | Списан 1931      |
| «Para»                | 1908    | 14.7.1908      | 1909          | Списан 1933      |
| «Piauí»               | 1908    | 11.7.1908      | 31.12.1909    | Списан 28.7.1944 |
| «Rio Grande do Norte» | 1908    | 1909           | 1909          | Списан 28.7.1944 |
| «Paraíba»             | 1908    | 18.5.1909      | 1909          | Списан 1939      |
| «Alagoas»             | 1908    | 29.7.1909      | 1910          | Списан 1939      |
| «Sergipe»             | 1908    | 25.5.1910      | 1910          | Списан 28.7.1944 |
| «Paraná»              | 1908    | 27.3.1910      | 1910          | Списан 1933      |
| «Santa Catharina»     | 1908    | 27.10.1909     | 08.1910       | Списан 28.7.1944 |
| «Mato Grosso»         | 1908    | 23.01.1910     | 1910          | Списан 13.9.1946 |